# Hippia astuta
Hippia astuta är en fjärilsart som beskrevs av William Schaus 1894. Hippia astuta ingår i släktet Hippia och familjen tandspinnare. Inga underarter finns listade i Catalogue of Life.